# Princeton University
Princeton er et amerikansk universitet placeret i byen Princeton i New Jersey. Universitetet blev grundlagt i 1746 og er dermed den fjerde ældste højere uddannelsesinstitution i USA. Universitetet er desuden medlem af den meget prestigefyldte Ivy League sammen med bl.a. Harvard University og Yale University
Oprindeligt hed det College of New Jersey, men fik sit nuværende navn i 1896. 

## Berømte ansatte
- Alexandre Koyré (videnskabshistoriker).